# Melanie Schultz van Haegen
Melanie Henriëtte Schultz van Haegen, née Maas Geesteranus le 28 juin 1970 à Laag-Soeren, est une femme politique néerlandaise, membre du Parti populaire libéral et démocrate (VVD).

## Biographie

### Formation et carrière
En 1988, elle entreprend des études supérieures d'administration publique à l'université de Leyde, qu'elle achève six ans plus tard à l'université Érasme de Rotterdam par l'obtention d'un doctorat. Elle est engagée l'année suivante comme consultante par B&A groep BV, à La Haye, puis devient inspectrice des Finances jusqu'en 1999.
Elle est recrutée en 2007 comme directrice des achats sanitaires de Achmea Holding NV, un poste qu'elle occupe jusqu'en 2010.

### Vie politique
Élue au conseil municipal de Leyde en 1994, elle y prend cinq ans plus tard la présidence du groupe VVD pour quelques mois, puis est nommée adjointe au maire, chargée des Affaires économiques et du Tourisme. Elle démissionne le 22 juillet 2002, après avoir été choisie comme secrétaire d'État aux Transports et aux Voies d'eau dans le premier cabinet de Jan Peter Balkenende. Le gouvernement chute au bout de trois mois, entraînant des élections anticipées au cours desquelles elle est élue députée à la seconde Chambre des États généraux. En 2003, elle est reconduite dans le deuxième cabinet Balkenende.
Après la nouvelle chute du gouvernement, elle annonce le 9 août 2006 son intention de se retirer de la vie politique après les législatives anticipées du 22 novembre. Elle assure toutefois l'intérim jusqu'au 22 février 2007. À partir de cette date, elle est membre du Conseil d'administration de la société de service financiers Achmea.
Melanie Schultz van Haegen revient finalement au gouvernement le 14 octobre 2010, ayant accepté d'occuper le poste de ministre des Infrastructures et de l'Environnement, issu du regroupement du ministère des Transports et du ministère de l'Environnement, dans le gouvernement minoritaire de Mark Rutte.
Le 5 novembre 2012, elle est reconduite dans le nouveau gouvernement Rutte II.

### Vie privée
Elle vit à Leyde, est mariée et mère de deux enfants.